# Iván Amaya
Iván Amaya (nacido el 3 de septiembre de 1978 en Madrid, natural de San Cristóbal de los Ángeles) es un exfutbolista y entrenador de fútbol español y su posición natural era defensa central. Actualmente dirige al Rayo Vallecano B de la Tercera Federación. Es hermano del jugador del Rayo Vallecano Antonio Amaya Carazo.

## Trayectoria

### Como jugador
Natural de San Cristóbal de los Ángeles, Amaya, comenzó su carrera profesional en el Rayo Vallecano, jugando 31 partidos en el primer equipo en sus dos primeras temporadas. Después de ellas fue fichado por el Atlético de Madrid, el cual pagó 3 millones de euros por el traspaso del jugador, jugando a lo largo de 2 campañas. 
Posteriormente, fue fichado por el RCD Espanyol, donde jugó 40 partidos en lo largo de una temporada. En el 2003/04 se hizo oficial el fichaje con el Getafe CF, donde estuvo otras dos temporadas, la primera temporada en segunda división, y la siguiente en Primera División, tras ascender de categoría. Sin embargo, volvió a la división de plata, en el enero de 2005, cuando se unía al Ciudad de Murcia.
Amaya, jugó otras dos temporadas con el Elche CF. En julio de 2009 fue comprado por Udinese, que lo cedió de inmediato de regreso a España, al Granada Club de Fútbol. Su compatriota Óscar Pérez, quien también fue comprado por los italianos, hizo el mismo movimiento, abriendo un acuerdo de asociación de los dos clubes.
En el 2010 recaló en el Real Murcia CF.
En el año 2012 ficha por el Apollon Limassol de Chipre.
El 24 de junio de 2013 se confirma su fichaje por el Club Deportivo Puerta Bonita, de la segunda división b española.

### Como entrenador
Tras colgar las botas como jugador, comienza a trabajar en las categorías inferiores del Rayo Vallecano.
En junio de 2020, se hace cargo del juvenil "A" del Rayo Vallecano, al que dirige durante dos temporadas en División de Honor.
En junio de 2022, firma como entrenador del Rayo Vallecano B de la Tercera Federación.

## Clubes

### Como jugador
| Club                              | País   | Año  |
| --------------------------------- | ------ | ---- |
| C.D. San Cristóbal de los Ángeles | España | 1997 |
| Rayo Vallecano                    | España | 1997 |
| Atlético de Madrid                | España | 2000 |
| RCD Espanyol                      | España | 2002 |
| Getafe CF                         | España | 2003 |
| Ciudad de Murcia                  | España | 2005 |
| Elche CF                          | España | 2007 |
| Granada Club de Fútbol            | España | 2009 |
| Real Murcia Club de Fútbol        | España | 2010 |
| Apollon Limassol                  | Chipre | 2012 |
| UD San Sebastián de los Reyes     | España | 2013 |
| Club Deportivo Puerta Bonita      | España | 2013 |

### Como entrenador
| Club                       | País   | Año             |
| -------------------------- | ------ | --------------- |
| Rayo Vallecano Juvenil "A" | España | 2020-2022       |
| Rayo Vallecano B           | España | 2022-actualidad |

## Participaciones en Juegos Olímpicos
| Olimpiadas                      | Sede      | Resultado        |
| ------------------------------- | --------- | ---------------- |
| Juegos Olímpicos de Sídney 2000 | Australia | Medalla de Plata |